# Honeywell
Honeywell è una delle più importanti aziende multinazionali statunitensi, che opera in diversi settori, fra cui controllo e automazione nel settore industriale o domestico, componenti per il settore aeronautico, bellico e automobilistico, materiali speciali ad elevate prestazioni (fluorocarburi, pellicole speciali, fibre ad elevate prestazioni, reagenti e sostanze chimiche di laboratorio, materiali elettronici ad elevata purezza). Fra i suoi prodotti più conosciuti al grande pubblico, la linea di termostati per la casa e i prodotti per automobili fra i quali l'antigelo Prestone, i filtri Fram, e le candele Autolite. Alla Honeywell è inoltre attribuita l'ideazione del primo sistema di controllo distribuito (DCS).
Honeywell è stata inserita dalla rivista Fortune nella lista delle prime 500 aziende industriali che si sono distinte in termini di volume di fatturato. Ha una forza lavoro di oltre 100.000 dipendenti e fa parte dell'indice Dow Jones. La sua sede centrale è situata a Morristown (New Jersey) e attualmente il suo direttore esecutivo è Darius Adamczyk.
In Italia è presente dal 1964 e la sua sede centrale è a Monza.

## Storia
La Butz Thermo-Electric Regulator Company venne fondata nel 1885 dallo svizzero Albert Butz inventore del damper-flapper, termostato usato per il controllo di forni industriali, portandolo nell'uso domestico. Qualche anno dopo fondò la Butz Thermo-Electric Regulator Company. Nel 1888, Butz lasciò la società e con i brevetti fondò con Paul, Sanford, e Merwin, una società rinominata in Consolidated Temperature Controlling Company. Col passare degli anni CTCC si indebitò e cambiò nome diverse volte per riuscire a non entrare in insolvenza. Dopo essere stata rinominata Electric Heat Regulator Company nel 1893, W.R. Sweatt, un azionista, vendette diversi brevetti e il 23 febbraio 1898 comprò le quote rimanenti dagli altri soci.

### Honeywell Heating Specialty Company
Nel 1906, Mark Honeywell fondò la Honeywell Heating Specialty Company a Wabash (Indiana), per la produzione della sua invenzione, un generatore di calore noto come  mercury seal generator.

### 1922–1934
La Honeywell crebbe, acquisendo anche la Jewell Manufacturing Company nel 1922, iniziando a scontrarsi con la Heat Regulator Company. Le due società si fusero e crearono nel 1927 la Minneapolis-Honeywell Regulator Company. Honeywell divenne presidente e W.R. Sweatt divenne chairman.
Nel 1931, Minneapolis-Honeywell iniziò una fase di espansione e comprarono la Time-O-Stat Controls Company, proprietaria di diversi brevetti.
W.R. Sweatt e il figlio Harold rimasero in azienda per 75 anni ininterrottamente.

### 1934-1941
Harold, entrò in azienda nel 1934, portando la Honeywell a livelli sempre più elevati. Lo stesso anno la Minneapolis-Honeywell entrò nel mercato internazionale con l'acquisizione della Brown Instrument Company, relazionata alla giapponese Yamatake Company di Tokyo. Poi cominciò la commercializzazione in Canada, Olanda. Nel 1936 aprì l'ufficio a Londra. Nel 1937, la Minneapolis-Honeywell occupò 3.000 persone.

### Seconda guerra mondiale

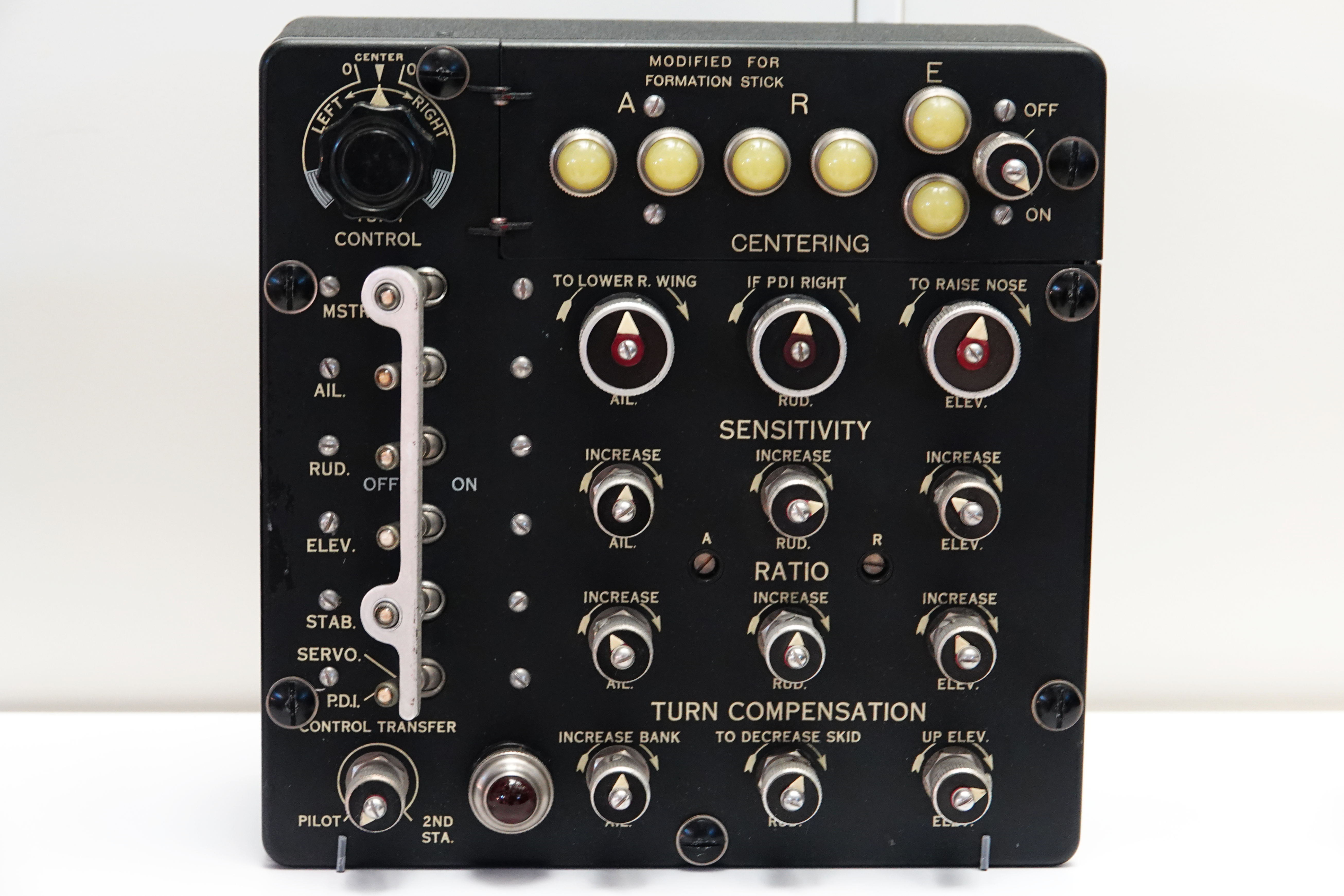
Pannello di controllo dell'autopilota Honeywell C-1 degli anni'40

Con lo scoppio del secondo conflitto mondiale, l'azienda entrò nel settore militare. Nel 1941, Minneapolis-Honeywell sviluppò un periscopio per carro armato e una fotocamera stabilizzata, produsse anche l'autopilota C-1.
Il C-1 venne usato con successo sul Boeing B-29 Superfortress che sganciò le due bombe atomiche sul Giappone nel 1945. Venne così aperta la divisione di Minneapolis-Honeywell Aero division a Chicago il 5 ottobre 1942. Nel 1950, Minneapolis-Honeywell Aero division venne coinvolta nella costruzione del USS Nautilus (SSN-571), primo sottomarino atomico. Venne acquisita la Intervox Company per i sonar.

#### Honeywell Information Systems

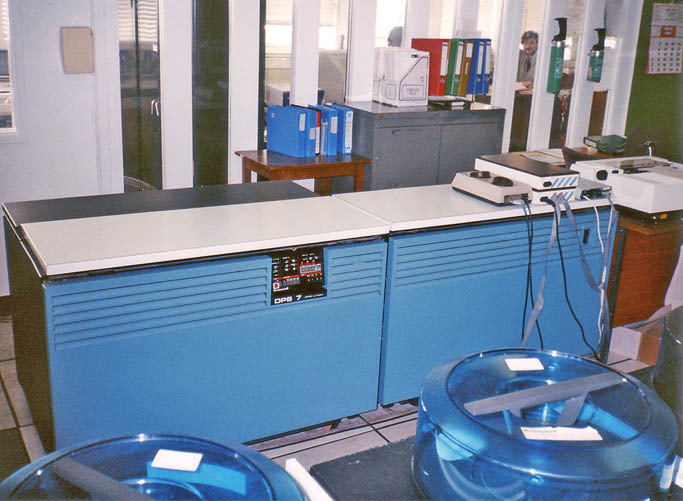
Del 1990 il mainframe Honeywell-Bull DPS 7

Il 12 aprile 1955, Minneapolis-Honeywell iniziò una joint venture con Raytheon chiamata Datamatic per entrare nel settore dei computer e competere con IBM. Due anni dopo il primo computer fu venduto e installato, lo DATAmatic 1000. Nel 1960, Minneapolis-Honeywell comprò le quote di Raytheon in Datamatic e fondò Electronic Data Processing division, poi divenuta Honeywell Information Systems (HIS) di Minneapolis-Honeywell. Honeywell comprò anche la Computer Control Corporation (3C's) nel 1966, rinominandola Honeywell's Computer Control Division. Negli anni '60 Honeywell fu uno dei "Snow White and the Seven Dwarfs" dei calcolatori. IBM era "Snow White", mentre i sette nani erano le più piccole Burroughs Corporation, Control Data Corporation, General Electric, Honeywell, NCR Corporation, RCA, e UNIVAC. Più tardi nacque l'appellativo di "The BUNCH", Burroughs, UNIVAC, NCR, Control Data Corporation, e Honeywell.
Nel 1970 Honeywell acquisì la divisione computer della GE formando Honeywell Information Systems. Nel 1975 comprò Xerox Data Systems, con la serie SDS Sigma series. Nel 1986 HIS si fuse con la francese Groupe Bull, joint venture tra Compagnie des Machines Bull e la giapponese NEC Corporation, divenendo Honeywell Bull. Dal 1991 Honeywell non si occupò più di computer.

### 1985–1999

#### Aerospazio e difesa
Nel 1986 viene acquisita la Sperry Corporation. Nel 1990, Honeywell cede la divisione Defense and Marine Systems alla Alliant Techsystems. Honeywell continua nella produzione di componenti aerospace con motori, sistemi di guida, luci. Nel 1996, Honeywell acquista Duracraft e inizia a la commercializzazione di prodotti per home comfort.
Honeywell è nel consorzio Pantex Plant che assembla bombe nucleari per l'arsenale USA. Honeywell Federal Manufacturing & Technologies, opera al Kansas City Plant che produce l'85% dei componenti non nucleari per bombe.

### 1999–2002

#### AlliedSignal e Pittway
Il 7 giugno 1999, Honeywell venne acquisita dalla AlliedSignal, tenendo il nome per tutto il gruppo. La sede Honeywell venne posta dopo 114 anni in quella di AlliedSignal a Morristown (New Jersey) da Minneapolis, Minnesota. Alla chiusura della sede storica, seguì la perdita di lavoro per oltre mille persone. Solo pochi si trasferirono.
Nel 2000, Honeywell acquisì Pittway per 2,2 miliardi di US$, e inserita nella divisione Home and Building Control.

#### General Electric Company
A fine 2000, Honeywell accettò il takeover bid dal CEO Jack Welch di General Electric. Ma il 3 luglio 2001 la Commissione europea con Mario Monti bloccò l'operazione. La posizione dominante di GE era nei motori aeronautici. Le autorità americane non furono d'accordo, bollando la decisione come in antitesi con lo scopo prefisso."

### 2002–2014

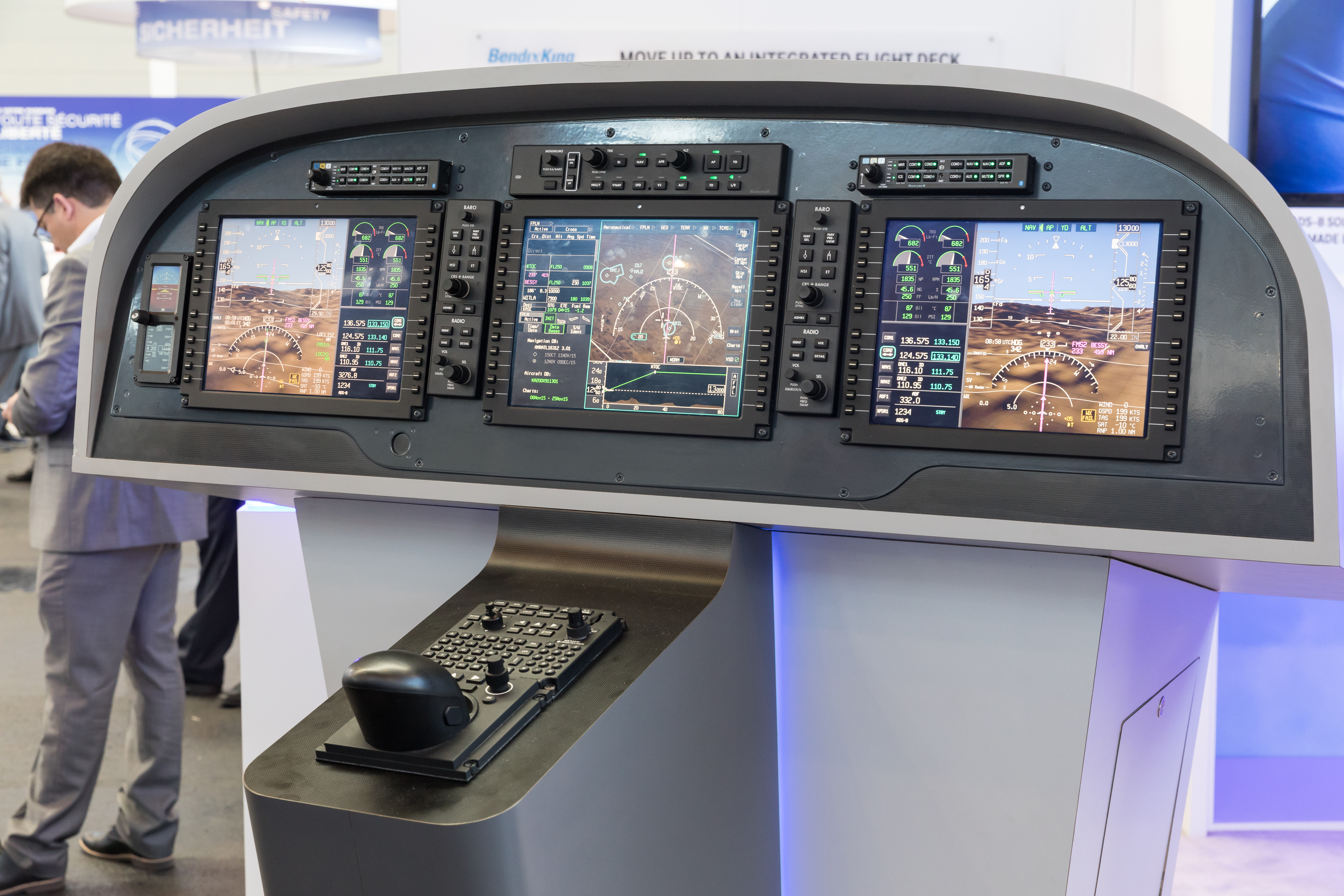
Honeywell glass cockpit, a marchio BendixKing

Nel 2002, la tedesca Knorr-Bremse assume il controllo delle operazioni in Europa, Brasile, e USA della Bendix Commercial Vehicle Systems; diventa così una sussidiaria della Knorr-Bremse AG.
Nel 2010, Honeywell acquisisce la società francese Sperian Protection per 1,4 miliardi di US$.

## Business Unit

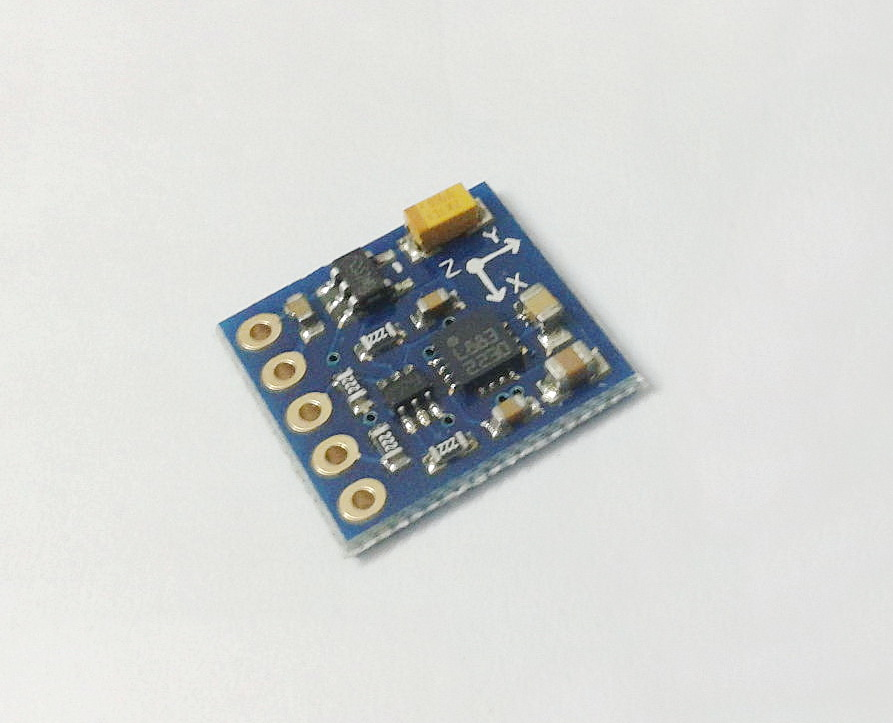
Circuito di un Honeywell digital compass sensor

Honeywell International è divisa in tre grandi Strategic Business Groups (SBG): Honeywell Aerospace, Honeywell Automation and Control Solutions, e Honeywell Performance Materials and Technologies. All'interno di queste vi sono le Strategic Business Units (SBU).

### Aerospazio
Honeywell Aerospace fornisce avionica, motori, sistemi e servizi per aviazione commerciale e militare. Commercial Aviation, Defense & Space e Business & General Aviation servono a questo scopo.
Nel gennaio 2014, Honeywell Aerospace lancia lo SmartPath Precision Landing System presso l'aeroporto di Malaga-Costa del Sol in Spagna. Nel luglio 2014, Honeywell’s Transportation Systems si fonde con Aerospace division.

### Automazione e Controllo
Honeywell ACS con prodotti per controllo riscaldamento domestico e industriale; sensoristica per sicurezza, scanning and mobility, building automation. Honeywell ACS produce sistemi di controllo per temperatura e umidità, antifurti e sicurezza, illuminazione. Attuatori, controlli, e software. Termostati e filtri acqua aria (ADEMCO), scanner, indumenti protettivi antinfortunistici.

#### Controllo ambientale e combustione

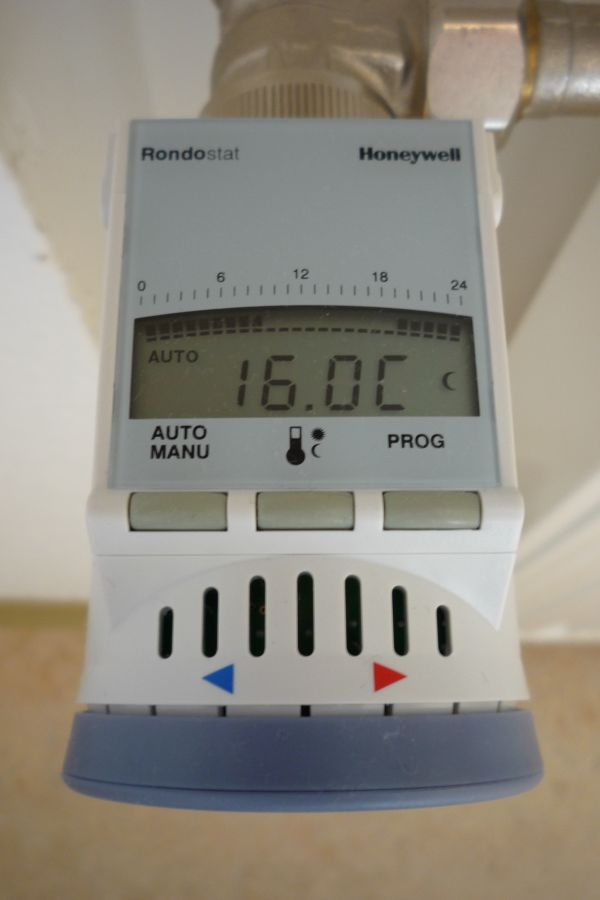
Valvola termostatica elettronica della Honeywell serie Rondostat, visualizzatore a barre e riscaldamento e risparmio (sopra), indicazione temperatura digitale (centro) e manopola per regolazione temperatura (sotto)

Honeywell Environmental and Combustion Controls serve clienti industriali e domestici. Prodotti per il controllo della qualità dell'aria, combustione, componenti, industriali e domestici, termostati (valvole termostatiche), riscaldamento domestico, trattamento aria e acqua, HVAC, hydronic heating.

## Prodotti

### Settore bellico
- Honeywell RQ-16 T-Hawk

### Missili e razzi
- RUR-5 ASROC
- Wagtail

### Honeywell Scanning e Mobility
- Honeywell AIDC
- Intermec

## Acquisizioni
Le acquisizioni sono divise per business groups (Aerospace, Home and Building Technologies (HBT), Safety and Productivity Solutions (SPS), or Performance Materials and Technologies (PMT)).
| Acquisizione                         | Settore       |
| 2016                                 |               |
| ------------------------------------ | ------------- |
| Com Dev                              | Aerospace     |
| RSI                                  | HBT           |
| Intelligrated                        | SPS           |
| Xtralis                              | HBT           |
| Movilizer                            | SPS           |
| UOP Russell LLC                      | PMT           |
| 2015                                 |               |
| Seelze                               | PMT           |
| Elster                               | HBT           |
| Datamax-O'Neil                       | SPS           |
| 2013                                 |               |
| Saia Burgess Controls                | SPS           |
| Intermec                             | SPS           |
| RAE Systems                          | SPS           |
| 2012                                 |               |
| Fire Sentry                          | HBT           |
| InnCom                               | SPS           |
| Thomas Russell LLC                   | PMT           |
| 2011                                 |               |
| EMS                                  | SPS/Aerospace |
| Iris Systems                         | HBT           |
| Kings Safety Shoes                   | SPS           |
| 2010                                 |               |
| Akuacom                              | HBT           |
| Matrikon                             | PMT           |
| E-Mon                                | HBT           |
| Sperian                              | HBT           |
| 2009                                 |               |
| RMG                                  | PMT           |
| Cythos                               | HBT           |
| 2008                                 |               |
| AV Digital Audio-Videotechnik GmbH   | HBT           |
| Energy Services Group, LLC           | HBT           |
| Metrologic                           | SPS           |
| IAC                                  | Aerospace     |
| Callidus                             | PMT           |
| Norcross                             | SPS           |
| 2007                                 |               |
| Plant Automation Systems, Inc. (PAS) | HBT           |
| Dimensions Int'l                     | Aerospace     |
| ActiveEye                            | SPS           |
| Burtek                               | HBT           |
| Ex-Or                                | HBT           |
| Enraf Holdings B.V.                  | SPS           |
| Handheld Products                    | SPS           |
| Maxon Corporation                    | HBT           |
| 2006                                 |               |
| Sempra Energy Services               | HBT           |
| First Technology                     | SPS           |
| Gardiner Group                       | HBT           |
| 2005                                 |               |
| UOP LLC                              | PMT           |
| Novar Controls                       | HBT           |
| Zellweger                            | SPS           |
| Lebow                                | SPS           |
| InterCorr International, Inc.        | SPS           |
| Tridium, Inc.                        | HBT           |
| 2004                                 |               |
| Hymatic Group                        | Aerospace     |
| Genesis Cable                        | HBT           |
| HomMed, LLC                          | SPS           |
| Aube Technologies                    | HBT           |
| Vindicator                           | HBT           |
| Electro-Radiation Incorporated (ERI) | Aerospace     |
| Edgelinx                             | HBT           |
| GEM Microelectronics                 | PMT           |
| 2003                                 |               |
| Silent Witness                       | HBT           |
| Sensotec                             | SPS           |
| Baker Electronics                    | Aerospace     |
| Gamewell                             | HBT           |
| Olympo                               | HBT           |
| FutureSmart                          | HBT           |
| Kolon Films                          | PMT           |
| Betatech                             | HBT           |
| 2002                                 |               |
| Invensys Sensor Systems              | SPS           |
| Chadwick Helmuth                     | Aerospace     |
| Ultrak                               | HBT           |
| Mora Moravia                         | Aerospace     |
| Shanghai Alarm                       | HBT           |